# Старогусево
Старогу́сево (рос. Старогусево, башк. Иҫке Гусев) — село у складі Бакалинського району Башкортостану, Росія. Входить до складу Старокуручевської сільської ради.
Населення — 306 осіб (2010; 356 у 2002).
Національний склад:
- росіяни — 64 %